# 봄, 눈
"봄,눈"은 2012년에 개봉한 대한민국의 영화이다.

## 캐스팅
- 윤석화 : 순옥 역
- 임지규 : 영재 역
- 이경영 : 남편 역
- 김영옥 : 친정엄마 역
- 김여진 : 미선 역
- 심이영 : 미현 역
- 윤민준 : 찬호 역
- 백정임 : 왕 여사 역
- 김란흔 : 사위 역
- 정기섭 : 작업반장 역
- 이도연 : 예현 역
- 정은채 : 지윤 역 (특별출연)